# Plesienchelys stehmanni
Plesienchelys stehmanni är en fiskart som först beskrevs av Gosztonyi, 1977.  Plesienchelys stehmanni ingår i släktet Plesienchelys och familjen tånglakefiskar. Inga underarter finns listade i Catalogue of Life.